# Государственный строй Казахстана
Казахстан — согласно конституции — унитарная, светская республика с президентской формой правления.
Первая конституция была принята в январе 1993 года. Однако уже в августе 1995 года она была заменена новой конституцией; в 1998 в неё были внесены поправки. По новой конституции Казахстан — демократическое правовое унитарное государство, имеющее три независимые ветви власти: исполнительную, законодательную и судебную. Президент, не относится ни к одной из трёх ветвей власти, и избирается на один семилетний срок без права повторного переизбрания. Президент не должен быть моложе 40 лет, должен быть гражданином по рождению, проживающим в республике последние 15 лет, свободно говорящие на государственном (то есть казахском) языке и имеющим высшее образование. Исполнительную власть осуществляет Правительство, которое образуется Президентом в порядке предусмотренной Конституцией. Законодательную власть осуществляет двухпалатный парламент (Сенат — 50 депутатов и Мажилис — 98 депутатов), судебную власть — система судов посредством гражданского, уголовного и иных установленных законом форм судопроизводства. Судьи избираются или назначаются на должность в соответствии с Конституцией Республики Казахстан и настоящим Конституционным законом и наделяются полномочиями на постоянной основе (см. раздел VII Конституции). Существует Конституционный суд, осуществляющий свою деятельность в рамках Конституции Республики Казахстан. Прокуратура наделена функциями надзорного органа государственной власти не относясь ни к одной из трёх ветвей власти.

## Органы государственного управления

### Президент
Президент является главой государства, его высшим должностным лицом, определяет основные направления внутренней и внешней политики страны, обеспечивает согласованное функционирование всех органов власти. Президент также является верховным главнокомандующим вооружёнными силами страны.
Он избирается сроком на 7 лет всеобщим и тайным голосованием.
Полномочия президента:
- является верховным главнокомандующим;
- указы и распоряжения президента имеют силу закона;
- имеет право распустить парламент;
- назначает референдумы и выборы в парламент и созывает его сессии
- подписывает принятые парламентом законы и может возвратить их для повторного обсуждения;
- с согласия парламента назначает Премьер-министра и по представлению премьера членов правительства
- с согласия парламента назначает Председателя Национального банка, Генерального прокурора, Председателя Комитета национальной безопасности;
- назначает глав дипломатических представительств, высших военных руководителей, а также назначает на должности сроком на пять лет Председателя и двух членов Центральной избирательной комиссии, Председателя и двух членов Высшей аудиторской палаты; образует Совет Безопасности и иные консультативно-совещательные органы, а также Ассамблею народа Казахстана и Высший Судебный Совет;
- может отменить постановления правительства и местных органов власти
- утверждает государственные программы
- ведёт международные переговоры и подписывает договоры
- вводит чрезвычайное и военное положение.

Президент может быть смещён за государственную измену совместным заседанием обеих палат парламента.
Должность Президента Казахстана была учреждена 24 апреля 1990 года, с этого момента её занимал Нурсултан Назарбаев, избранный на неё Верховным Советом Казахской ССР. После этого Нурсултан Назарбаев избирался в 1991 году на первых всенародных президентских выборах, его полномочия продлялись на референдуме 1995 года, затем он избирался на внеочередных выборах 1999 года, на президентских выборах 2005 года, на президентских выборах 2011 года, на досрочных президентских выборах 2015 года. 19 марта 2019 года Нурсултан Назарбаев ушёл в отставку за год до истечения срока, а и. о. Президента стал спикер Сената Парламента Касым-Жомарт Токаев.

### Правительство
Исполнительную власть осуществляет Правительство Республики Казахстан во главе с Премьер-Министром, который назначается президентом с согласия Мажилиса Парламента.
Премьер-Министр возглавляет систему исполнительных органов и осуществляет руководство их деятельностью.
Пост Премьер-Министра занимали:
- с 2007 года по 2012 год Карим Масимов,
- с 2012 по 2014 год Серик Ахметов,
- с 2014 по 2016 год Карим Масимов,
- с 9 сентября 2016 по 21 февраля 2019 года Бакытжан Сагинтаев,
- с 21 февраля 2019 года по 5 января 2022 года Аскар Мамин,
- с 5 января 2022 года по 6 февраля 2024 года Алихан Смаилов,
- с 6 февраля 2024 года Олжас Бектенов.

## Законодательная власть
Высший представительный законодательный орган — парламент страны, состоящий из двух палат — Сената и Мажилиса.
Срок полномочий Сената — 6 лет, половина его состава переизбирается каждые 3 года.
Состав: из 50 членов Сената 40 избираются представительными органами областей, столицы и городов республиканского значения (по 2 от каждой территориальной единицы), 5 назначаются президентом страны, 5 избираются АНК.
Мажилис (98 депутатов) избирается на 5 лет всеобщим голосованием: 70 % по партийным спискам, 30 % по одномандатным округам.

### Полномочия Мажилиса
К исключительному ведению Мажилиса согласно Конституции страны относится:
1. принятие к рассмотрению внесенных в Парламент проектов конституционных законов и рассмотрение этих проектов;
2. большинством голосов от общего числа депутатов палаты дача согласия Президенту РК на назначение Премьер-Министра РК;
3. объявление очередных выборов Президента РК;
4. осуществление иных полномочий, возложенных Конституцией на Мажилис Парламента.

Мажилис большинством голосов от общего числа депутатов Мажилиса по инициативе не менее одной пятой от общего числа депутатов Мажилиса вправе выразить вотум недоверия Правительству.

### Полномочия Сената
К исключительному ведению Сената согласно конституции страны относятся:
1. избрание и освобождение от должности по представлению президента Республики Казахстан председателя и судей Верховного суда, принятие их присяги;
2. по представлению президента Казахстана избрание и освобождение от должности Уполномоченного по правам человека в Республике Казахстан;
3. дача согласия на назначение президентом страны председателя Национального банка, генерального прокурора, председателя Комитета национальной безопасности Казахстана, председателя Конституционного Суда, председателя Высшего Судебного Совета;
4. лишение неприкосновенности генерального прокурора, председателя и судей Верховного суда, Уполномоченного по правам человека;
5. выполнение функций парламента по принятию конституционных законов и законов в период временного отсутствия мажилиса, вызванного досрочным прекращением его полномочий;
6. осуществление иных полномочий, возложенных Конституцией на сенат парламента.

Депутаты сената обладают правом законодательной инициативы, которое реализуется исключительно в мажилисе.
Законопроекты сначала рассматриваются в мажилисе. Законопроекты, рассмотренные и одобренные большинством голосов от общего числа депутатов мажилиса, передаются в сенат, где рассматриваются не более 60 дней. Принятый большинством голосов от общего числа депутатов сената проект становится законом и в течение 10 дней представляется президенту на подпись. Отклонённый в целом большинством голосов от общего числа депутатов сената проект возвращается в мажилис.

## Судебная власть
Высшим органом судебной власти является Верховный суд.
В Казахстане действуют:
1. Верховный суд, местные (областные, городские, районные) суды,
2. Специализированные суды (военные, ювенальные, экономические).
3. Могут создаваться другие специализированные суды.

Председатель и судьи Верховного Суда Республики Казахстан избираются Сенатом по представлению Президента республики, основанному на рекомендации Высшего Судебного Совета. Председатели и судьи местных и других судов назначаются на должности Президентом республики по рекомендации Высшего Судебного Совета.
Высший Судебный Совет состоит из Председателя и других лиц, назначаемых Президентом Республики.
Финансирование всех судов осуществляется из республиканского бюджета.
Также действует Конституционный Суд.

## Местные органы власти
В административном отношении страна делится на 17 областей и 3 города республиканского значения (Астана, Алматы и Шымкент).
Акимы избираются или назначаются на должность согласно положениям Конституции Республики Казахстан.
Представительные органы власти (маслихаты) в областях и населённых пунктах избираются населением путем прямого тайного голосования.

## Политические партии
До 1991 в республике была одна партия, коммунистическая, входившая в состав КПСС и распущенная в 1991.
В настоящее время в соответствии с конституцией, существует многопартийная система.
В парламентских выборах 2004 приняли участие 12 официально зарегистрированных партий.

## Полиция и вооружённые силы
Казахстан унаследовал от Советского Союза милицию и республиканский Комитет государственной безопасности (КГБ), которые находились под контролем Москвы. Однако, в настоящие время в Казахстане за национальную безопасность отвечает Комитет национальной безопасности (КНБ) и полиция.
Первоначально правительство Казахстана объявило о намерении создать небольшую Национальную гвардию численностью менее 20 тыс. человек для охраны границы и поддержания порядка. Предполагалось, что задачу обороны страны будут выполнять объединённые вооружённые силы Содружества независимых государств (СНГ).
Важнейшие военные объекты бывшего Советского Союза, такие, как космодром Байконур и ок. 1150 единиц стратегических ядерных вооружений, остались под контролем Российской Федерации.
Однако создание Россией, Узбекистаном и другими членами СНГ собственных вооружённых сил заставило руководство Казахстана изменить свою позицию. Был разработан план создания полноценных вооружённых сил, включающих сухопутные войска, военно-воздушные силы и военно-морской флот.
К 1995 численность вооружённых сил Казахстана превысила 35 тыс. человек. Участие казахского контингента в Объединённом батальоне центральноазиатских государств (Центразбат) наряду с узбекским и киргизским контингентами способствовало повышению международного авторитета вооружённых сил страны.

## Внешняя политика
Казахстан является членом:
1. Содружества независимых государств (СНГ),
2. Организации Объединённых Наций (ООН),
3. Организации по безопасности и сотрудничеству в Европе (ОБСЕ),
4. Координационного совета НАТО, программы НАТО «Партнерство во имя мира»,
5. Экономического координационного совета (куда входят другие среднеазиатские государства, а также Азербайджан, Турция, Иран и Пакистан) и Всемирной торговой организации (ВТО).
6. Казахстан имеет также статус наблюдателя в Организации стран-экспортеров нефти (ОПЕК).

В 1994 Президент Нурсултан Назарбаев предложил создать вместо СНГ Евразийский союз. Однако отношение других государств-членов СНГ к этому предложению было либо негативным, либо безразличным.
В 1996 Казахстан подписал с Кыргызстаном, Россией и Белоруссией четырёхстороннее таможенное соглашение.
Казахстан также заключил ряд договоров с Китаем о расширении торговых связей, строительстве трансазиатского трубопровода и обеспечении безопасности границ. Последний был подписан в 1996 Китаем, Россией, Казахстаном, Киргизией и Таджикистаном.
В 2000 году Казахстан, Россия, Беларусь, Кыргызстан и Таджикистан договорились о создании Евразийского экономического сообщества, чтобы активизировать предпринятые до сих пор усилия в области экономического сотрудничества, гармонизировать торговые тарифы и создать зону свободной торговли в рамках таможенного союза.
В соответствии с соглашением 1994, Россия арендовала у Казахстана на 50 лет космодром Байконур.
Одной из важнейших экономических задач Казахстана является обеспечение транспортировки энергоносителей, в том числе огромных запасов нефти, на международный рынок. У Казахстана уже имеются соглашения по транспортировке нефти с Россией и Китаем, рассматривается возможность строительства транскаспийского нефтепровода через Грузию и Турцию.